# Яцунский, Виктор Корнельевич
Ви́ктор Корне́льевич Яцу́нский (20 января (1 февраля) 1893, Москва — 13 октября 1966, там же) — советский историк, доктор исторических наук (1950), профессор (1950), специалист в области исторической географии и экономической истории России.

## Биография
Родился в дворянской семье.
Окончил экономическое отделение Московского коммерческого института (1915) и историко-филологический факультет Московского университета (1916). Работал в статистическом бюро ряда кооперативных организаций (1918—1923), Главном политико-просветительском комитете Наркомпроса РСФСР (1922—1929).
С 1921 года преподавал в Коммунистическом университете имени Я. М. Свердлова, в Московском городском педагогическом институте. В 1930-х годах преподавал в Московском кредитно-экономическом институте. В 1947—1965 — профессор кафедры вспомогательных исторических дисциплин Московского государственного историко-архивного института (МГИАИ). С 1946 — старший научный сотрудник Института истории АН СССР, где затем был руководителем группы исторической географии. Выдающийся специалист в области исторической географии, по его инициативе в 1950-е годы было восстановлено преподавание этого предмета в МГИАИ. Автор трудов по теоретическим проблемам генезиса капитализма в России. В 1966 на научных cессиях в Москве «Проблемы генезиса социально-экономических формаций» нашло поддержку его предложение создать труд, освещающий историю европейского капитализма, построив его не в виде обзоров по отдельным странам, а в форме, обобщающей определенные типы развития.
Награждён орденом Ленина.

Профессор Т. В. Батаева вспоминала о В. К. Яцунском, одном из своих учителей в студенческие годы: 

Большой учёный, академический работник, красивый человек, он стремился к тому, чтобы студент знал шире рамок курса. На экзаменах, выслушав ответ, непременно задавал вопрос о родном крае экзаменуемого: когда возник родной город, станица или деревня, в чьё царствование и в связи с чем, какую роль играл в исторических событиях. После того как в сдававшей первой группе после таких бесед оказались «провалы», мы устремились в библиотеку для пополнения своих исторических знаний о малой родине, да и патриотических представлений тоже. Лично я узнала тогда о своём родном Оренбурге больше, чем за всё время жизни в нём.

Похоронен на Новодевичьем кладбище (Новая территория, колумбарий, секция 128).

## Основная библиография
Книги
- Историческая география: история её возникновения и развития в XIV—XVIII веках. — М.: Изд-во АН СССР, 1955. — 336 с. Архивировано 29 июля 2024 года.
- Изменение численности говорящих на главнейших языках мира и роль этих языков в общении между народами в XVIII—XX вв. М., 1964.
- Социально-экономическая история России XVIII—XIX вв.: Избранные труды / В. К. Яцунский; Академия наук СССР, Институт истории СССР. — М.: Наука, 1973. — 302 с.

Статьи
- Предмет и задачи исторической географии // Историк-марксист. 1941. № 5.
- Промышленный переворот в России // Вопросы истории. 1952. № 12.
- Изменения в размещении населения Европейской России в 1724—1916 г. // История СССР. 1957. № 1.
- Основные этапы генезиса капитализма в России // История СССР. 1958. № 5.